# Impulsividad
La impulsividad es un estilo cognitivo, término usado en psicología. Es la predisposición a reaccionar de forma inesperada, rápida, y desmedida ante una situación externa que puede resultar amenazante, o ante un estímulo interno propio del individuo, sin tener una reflexión previa ni tomar en cuenta las consecuencias que pueden provocar sus actos.
En la impulsividad predomina la baja tolerancia al estrés y la frustración,  la falta de control de impulsos, y los comportamientos agresivos, que pueden poner en riesgo al individuo que puede llegar a ser asociado a actos delictivos. Una persona impulsiva puede calificarse como imprudente, arriesgada, poco reflexiva, insensata, natural, inconsciente, rápida e irresponsable.
Puede ser genética o por déficit de serotonina y es considerada una de las características más predominantes en síndromes psicopatológicos como el trastorno de déficit atencional con/sin hiperactividad (TDAH), el trastorno límite de personalidad (Trastorno límite de la personalidad), el trastorno bipolar, el trastorno por control de los impulsos, los comportamientos antisociales y el trastorno de dependencia de sustancias. Según el CIE (Clasificación Internacional de Enfermedades) realizada por la Organización Mundial de la Salud (OMS), la versión CIE-10 señala que en personas con TDAH la impulsividad puede estar presente con las siguientes características: a) las personas hacen exclamaciones constantemente y responden antes de que se culmine el planteamiento de una pregunta. b) No pueden guardar turno o son intolerantes a la espera. c) Interrumpen o se entrometen en asuntos de otros. d) Hablan en exceso sin contenerse en situaciones sociales.
En las situaciones de incertidumbre o ambigüedad el individuo debe elegir entre actuar, aunque cometa errores, o solo dar los pasos que considere y evalúe como correctos, minimizando los errores (pero también perdiendo un tiempo precioso en ocasiones, claro).
La I/R, por tanto, se refiere a la tendencia a inhibir las respuestas iniciales y a reparar en ellas con el fin de evaluar su grado de precisión.
Los impulsivos muestran menos ansiedad por cometer errores y orientación además se hace un lugar hacia el éxito rápido, más que a evitar el fracaso, tienen bajos estándares de rendimiento y menor motivación por tareas que implican aprender.[cita requerida]
Para evaluar este estilo cognitivo se usa la prueba de emparejamiento de figuras familiares.

## Teorías de la Impulsividad

### Teoría de Gray
La impulsividad se relaciona con la extraversión y se define como la sensibilidad para actuar frente a estímulos de recompensa o de ausencia de castigo, activando la conducta. Estudios posteriores realizados para evaluar el proceso de toma de decisiones concluyeron que la impulsividad si se relaciona con la extroversión, mas no con la sensibilidad a la recompensa. Así, los dos sistemas dan cuenta de las diferencias individuales en el estudio de la personalidad.
La teoría de Gray implementa el aspecto motivacional en la teoría de Eysenck y se divide en dos ejes: ansiedad e impulsividad. El eje de la impulsividad, un extravertido neurótico presenta un alto nivel de impulsividad; y un introvertido estable tiene un bajo nivel de impulsividad. Supone la existencia de dos sistemas bases para detectar el refuerzo o el castigo, y responder ante ellos: el sistema de activación/aproximación conductual (BAS) y el sistema de Inhibición Conductual (BIS). El primer sistema (BAS) es un sistema de feedback / retroalimentación positivo y está relacionado al eje de la impulsividad, ya que presenta una sensibilidad para responder a estímulos condicionados de recompensa o ausencia de castigo, y señales de seguridad, favoreciendo la activación de la conducta. Está relacionado con emociones de esperanza y seguridad y en el campo de las neurociencias, este sistema se da en las fibras dopaminérgicas, el núcleo talámico y las áreas neo corticales cercanas. El segundo sistema denominado BIS es un feedback negativo y comprende el eje de la ansiedad, ya que un alto nivel en la dimensión de ansiedad compromete una sensibilidad al castigo, a la no recompensa, y a los estímulos novedosos, o innatos de miedo que comprenden una inhibición de la conducta con mayor atención y arousal tensional. Está relacionada con emociones negativas de miedo frente a estímulos nuevos, y de frustración cuando hay una ausencia de recompensa. En el campo de la neurociencia el SIC se da en el hipocampo, el hipotálamo,  y en el córtex prefrontal. En cada persona, el funcionamiento de los dos sistemas se puede activar o no, dependiendo del interjuego de los estímulos ambientales con los factores genéticos. Ambos sistemas son independientes y pueden inhabilitarse mutuamente.

### Teoría de Eysenck
Eysenck propuso dos teorías de la extraversión y sobre la base de ellas estudió la impulsividad. Incluyó la impulsividad dentro de la escala de Extraversión del cuestionario de personalidad EPI. Para Eysenck la impulsividad – así como la sociabilidad- caracterizan la extraversión. Así se establece que, los extravertidos son más impulsivos, mientras que los introvertidos son menos impulsivos y presentan mayores niveles de arousal. Entre ambos tipos hay diferencias en cuanto a los procesos cognitivos influidos por el arousal y por ello, en su rendimiento en distintas actividades.
Eysenck propuso dos teorías en las cuales estudió la extraversión. La primera fue propuesta en 1957, en la cual relacionaba alto neuroticismo e introversión con un potencial distímico, mientras que un alto puntaje en neuroticismo y extraversión predisponen a las personas a ser histérico-psicopáticas. Esto se ve de acuerdo a cómo es que se adquieren los reflejos condicionados en el proceso de desarrollo social. Luego, en 1967, propuso la segunda teoría de extraversión llamada Teoría del Arousal Óptimo. En esta teoría excluyó la histeria y solo diferenció entre distimia, que se puede presentar en personas neuróticas e introvertidas; y, psicopatía, que puede presentarse en personas con neuroticismo elevado y extravertidas. En esta teoría dio importancia a los niveles de Arousal o S.A.R.A (Sistema de Activación Reticular Ascendiente) que determinarían los niveles de condicionabilidad.

### Teoría de Revelle

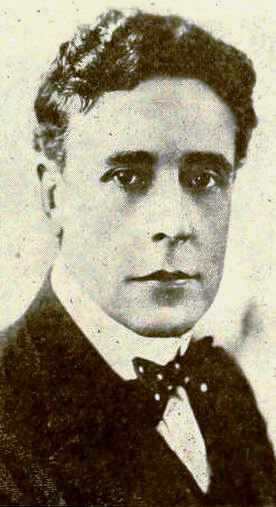

Para William Revelle las personas con baja o alta impulsividad se diferencian en sus ritmos circadianos respecto al arousal. Aquellos con baja impulsividad alcanzan un nivel máximo de arousal a una hora más temprana del día y ambos grupos tanto en la mañana como en la tarde presentan niveles contrarios de arousal. Esto fue comprobado a través de evidencia empírica donde además se destacó que, los efectos del arousal afectarán de forma diferente a ambos grupos en los dos momentos del día (mañana y noche).
Estudia la relación entre impulsividad y rendimiento. La relación entre ambos se puede ver afectada por variables de personalidad y capacidad. Así, sujetos impulsivos con poca capacidad y con menos ansiedad presentarían más problemas conductuales que los sujetos igual de impulsivos pero con mayor capacidad y ansiedad.

### Teoría de Dickman
La teoría de Dickman habla sobre la impulsividad superior (IS) que es la tendencia a actuar rápidamente deliberando menos que otros individuos, con habilidades semejantes a las de ellos, ante diversas situaciones. Se divide en dos clases de impulsividad: la impulsividad funcional (IF) y la impulsividad disfuncional (ID). La funcional (IF) se relaciona con conceptos como el entusiasmo, altos niveles de actividad, audacia, búsqueda de sensaciones y aventuras, toma de riesgos, y con el atrevimiento. Además, cuenta con un procesamiento de la información efectivo, que genera que el individuo tenga una toma de decisiones veloces y adecuadas con consecuencias favorables. La disfuncional ID se asocia a la despreocupación por las consecuencias que puede ocasionar un acto,  y se relaciona con un comportamiento no productivo, atropellado, desordenado e irreflexivo. La IF tiene más relación con la extraversión y los ID con la impulsividad estricta y el psicoticismo. La impulsividad tiene efectos en la atención: impulsivos funcionales presentan procesamiento de la información más rápido y preciso, impulsivos disfuncionales manifiestan más errores y mayor susceptibilidad a interferencias en el desarrollo de tareas.

## Impulsividad en la adolescencia
(Definición de Percy Jackson) 
La impulsividad y la búsqueda de sensaciones novedosas son, generalmente, altas en la adolescencia y bajas en la vejez. La impulsividad adolescente puede ser disfuncional y funcional. La disfuncional afecta al potencial intelectual innato de los jóvenes porque los que son impulsivos tienen problemas en su aprendizaje, el cual les permite desarrollar su potencial. Así, las competencias vinculadas a la inteligencia cristalizada son afectadas pero no las de inteligencia fluida. Por eso los resultados académicos, la desconfianza hacia los demás y los sentimientos de ira son variables explicadas por la impulsividad disfuncional. Tanto la funcional como disfuncional propician que los adolescentes respondan de forma agresiva, pero la primera está vinculada con el aspecto cognitivo (hostilidad) de la agresividad y la segunda con aspectos emocionales e instrumentales de la misma.

## Impulsividad y ansiedad
La ansiedad es una emoción que se da en todas las edades y actúa como un sistema de protección que ayuda a reaccionar ante estímulos de peligro. En la etapa adolescente los niveles de ansiedad se elevan. Lo que se explica por los cambios biológicos, anatómicos y psicológicos. Estudios correlacionales señalan que un estilo parental autoritario se asocia con niveles altos de impulsividad donde la ansiedad tiene una función mediadora en aquella relación.
Los adolescentes con niveles altos de ansiedad e impulsividad son altamente vulnerables a sufrir anorexia o depresión, a la presencia de conductas autolíticas,  trastornos bipolares, o alteraciones psicológicas graves. La relación de alta ansiedad e impulsividad para explicar el trastorno bipolar es significativa. Estudios correlacionales realizados a población adolescente, señalan que mayores niveles de impulsividad implican menores grados de reflexión. Aquello permite entender que en altos niveles de activación cognitiva y de rumiación, características de la ansiedad generalizada, se den menores grados de impulsividad.

## Impulsividad y agresividad

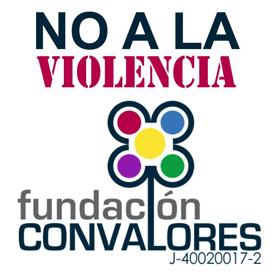

La agresividad es una habilidad que se encuentra dentro del repertorio comportamental humano que tiene como objetivo obtener beneficios al realizar situaciones conflictivas. Las conductas agresivas son favorecidas en individuos con elevada impulsividad. Existen dos tipos de agresión: reactiva y proactiva. La reactiva afirma que las conductas agresivas se dan por la activación de afectos negativos, como la ira, provocación y frustración. También, es llamada “agresividad impulsiva”. Así,  la agresión reactiva es una respuesta conductual hacia una provocación percibida imaginaria o real.  La proactiva engloba a las conductas agresivas que son planificadas o motivadas para la realización de un fin determinado. Por ejemplo, con ella se pueden solucionar conflictos interpersonales o sociales. Puede ser usada por el agresor como una estrategia para que obtenga beneficios u objetivos. Ambas agresiones comparten las mismas formas verbales y físicas de expresión social. Pero difieren en cuanto las motivaciones que las activan.
Otro enfoque teórico señala que existen tres tipos de agresividad: la premeditada, por motivos médicos y la impulsiva. La premeditada señala a las conductas agresivas aprendidas en el contexto social a lo largo del tiempo que varían de cultura a cultura. Por motivos médicos, se refiere a las conductas agresivas como síntomas de patologías (daños neurológicos, trastornos cerebrales, etc). La impulsiva, son las conductas agresivas que pueden presentar las personas impulsivas por la falta de autocontrol de sus impulsos y de reflexión antes de actuar. Los tres tipos de agresividad no son excluyentes. Las variables que explican a la agresividad impulsiva son la ira-hostilidad (rasgo de personalidad), disfunciones en el lóbulo parietal y frontal y escaso procesamiento de la información. La habilidad para solucionar problemas sociales disminuye la probabilidad de aparición de conductas agresivas aunque las personas sean impulsivas. A nivel fisiológico se explica la relación entre la agresividad y la impulsividad, ya que la agresividad impulsiva se caracteriza por predisposiciones genéticas, bajos niveles de serotonina, incapacidad de autocontrol aunque el sujeto lo desee y actuación sin pensar.

## Impulsividad y conductas antisociales
La impulsividad disfuncional es un predictor de la conducta delincuente y del trastorno antisocial adolescente. Un estudio longitudinal realizado por Klinteberg, Andersson, Magnusson & Stattin encontró que la impulsividad era un predictor directo de la delincuencia con violencia en una cohorte de hombres de 13 a 26 años. La impulsividad funcional que está relacionada con la agresividad reactiva, no figura como una variable predictora para las conductas antisociales juveniles. La impulsividad disfuncional que está correlacionada con la agresión proactiva son factores de riesgo para la aparición de conductas delictivas entre los adolescentes. Los estudios estadísticos señalan que tanto hombres como mujeres presentan las mismas probabilidades de desarrollar conductas antisociales si presentan las variables de impulsividad y agresión proactiva. La impulsividad funcional está relacionada con el aspecto cognitivo de la agresión; es decir, con pensamientos que activan emociones hostiles desencadenantes de acciones agresivas, tanto verbales como físicas. Está más presente en los varones que en las mujeres adolescentes.
La pertenencia a pandillas juveniles está asociada con las conductas antisociales de la impulsividad. Incluso, los pandilleros mismos son a menudo víctimas de estos delitos. No obstante, las pandillas juveniles también pueden proveer capital social, sentido de pertenencia y un propósito para los jóvenes marginados. Por ello, se ha planteado identificar los factores asociados con la afiliación de jóvenes a pandillas, y las diferencias entre los jóvenes afiliados y los no afiliados. Comprender estas relaciones es esencial para reducir los niveles de pertenencia a pandillas y la incidencia de la violencia que se relaciona con ellas.
Una revisión sistemática de ocho estudios, realizados en cinco países y la región del Caribe, examinó los factores predictivos de la pertenencia a pandillas juveniles a lo largo de cinco esferas sociales: individual, de pares, familiar, escolar y comunitario. Se hallaron relaciones significativas con determinados factores para cada una de estas esferas. Por ejemplo, en la esfera individual, la delincuencia y el consumo de sustancias están relacionados con la pertenencia a pandillas, al igual que la falta de supervisión parental en la esfera familiar. Estos resultados, sin embargo, se basan en un pequeño número de estudios, por lo cual estas conclusiones son limitadas.